# Volo di Alessandro

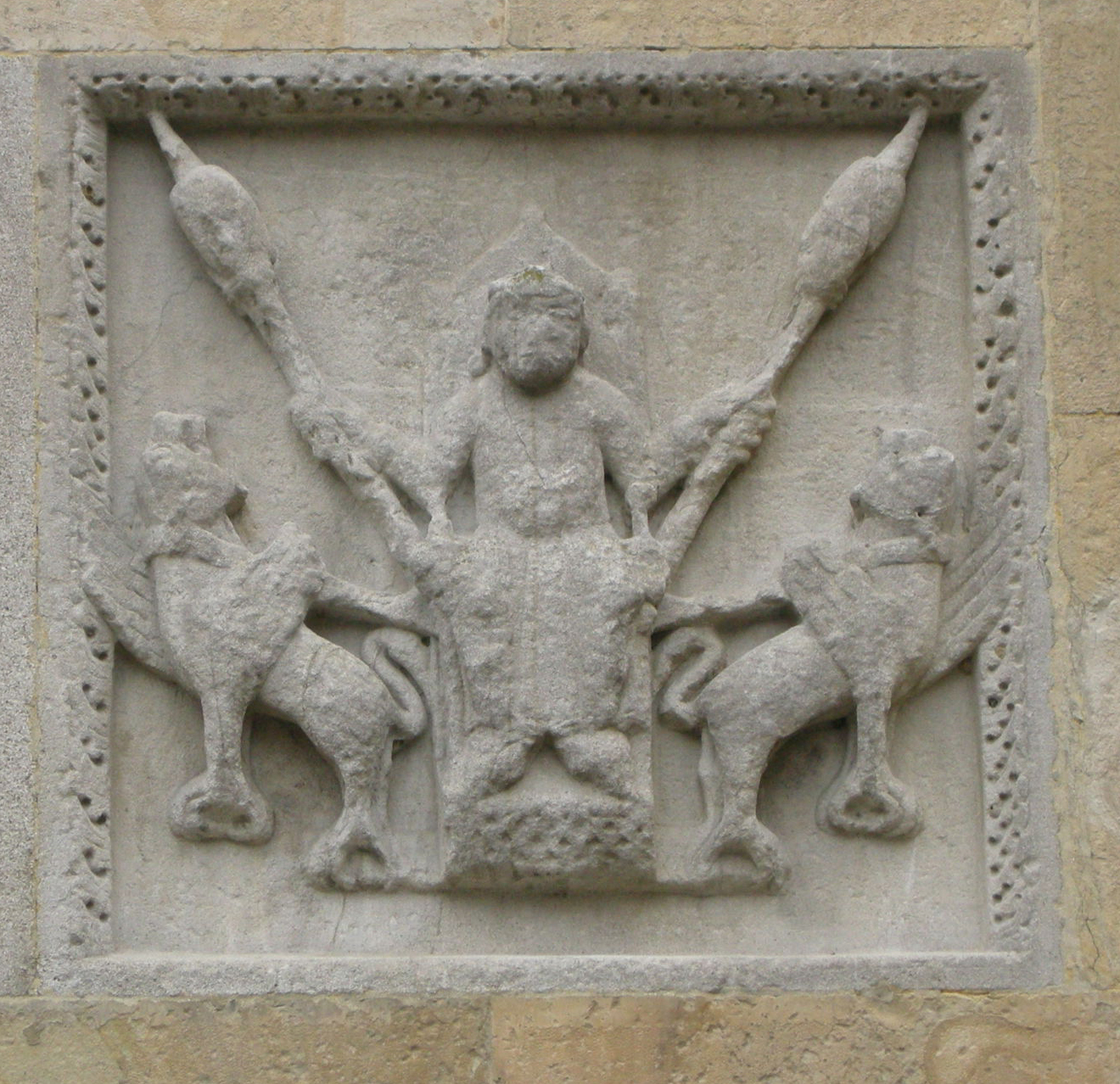
Alessandro si libra in volo, decorazione della torre del duomo di Fidenza

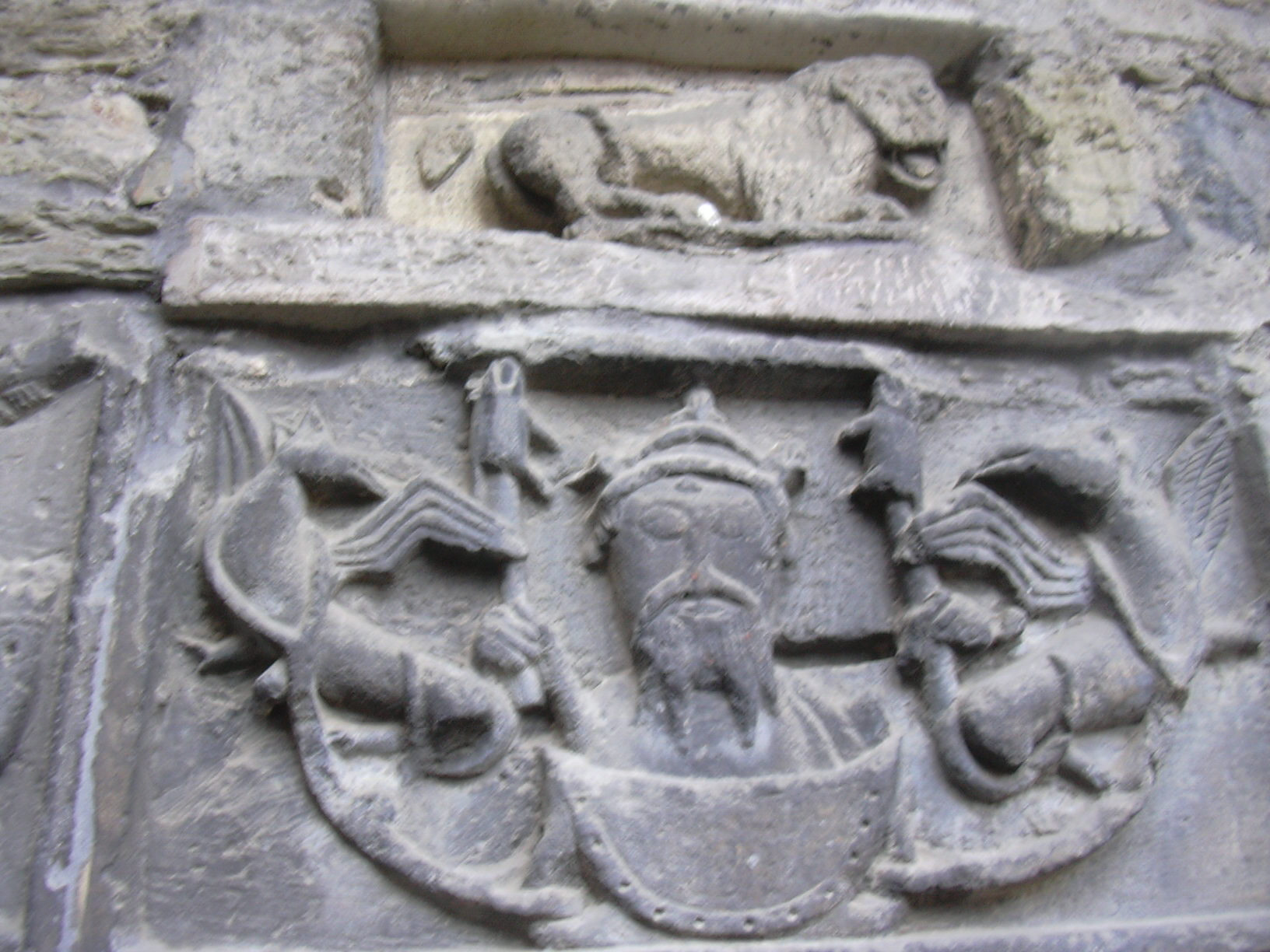
Il tema fantastico su un rilievo del portale della chiesa romanica di san Pietro e Paolo di Remagen

Il Volo di Alessandro è un episodio letterario fantastico della vita di Alessandro Magno, frutto di un'elaborazione avvenuta nell'ambito della tradizione letteraria del Romanzo di Alessandro dello Pseudo-Callistene. La popolarità dell'aneddoto letterario è strettamente legata alla fortuna medievale di quest'ultimo: l'evento, un viaggio immaginario, fu assorbito e trasceso quale tema iconografico allegorico nelle arti plastiche e figurative, alimentando un fenomeno di ricezione dell'antichità che rimanda soprattutto all'arte medievale dell'Occidente latino (con almeno 90 raffigurazioni) e all'arte bizantina, con connotazioni semantiche a volte diverse.

## Genesi letteraria
Dal punto di vista mitopoietico, l'episodio narrativo dell'ascesa al cielo di Alessandro Magno non appartiene allo Pseudo-Callistene originale (forse del 200 d.C.). Anche se è in quella tradizione letteraria che nasce e si innesta, l'episodio si rinviene, invece, in due versioni greche, conosciute attraverso due tardi testimoni manoscritti. Il racconto è tramandato in un solo ramo della tradizione testuale dello Pseudo-Callistene (la variante L della recensio β).
L'episodio non è menzionato neppure nella versione latina fattane da Giulio Valerio (III o IV secolo), mentre compare nella Historia de preliis Alexandri Magni, cioè la versione latina medievale di Leone Arciprete di Napoli (X secolo, tra il 951 e il 969) e in quelle da essa derivate. È solo con l'opera di Leone che del tema dell'ascensione al cielo si appropria la tradizione latina occidentale, che trasfonderà l'episodio in manifestazioni artistiche e letterarie.
Da un punto di vista cronologico, tuttavia, il contenuto e la tradizione narrativa erano già sicuramente formati nel IV secolo, visto un accenno di Rabbi Jona nel Talmud di Gerusalemme.

## Tema letterario

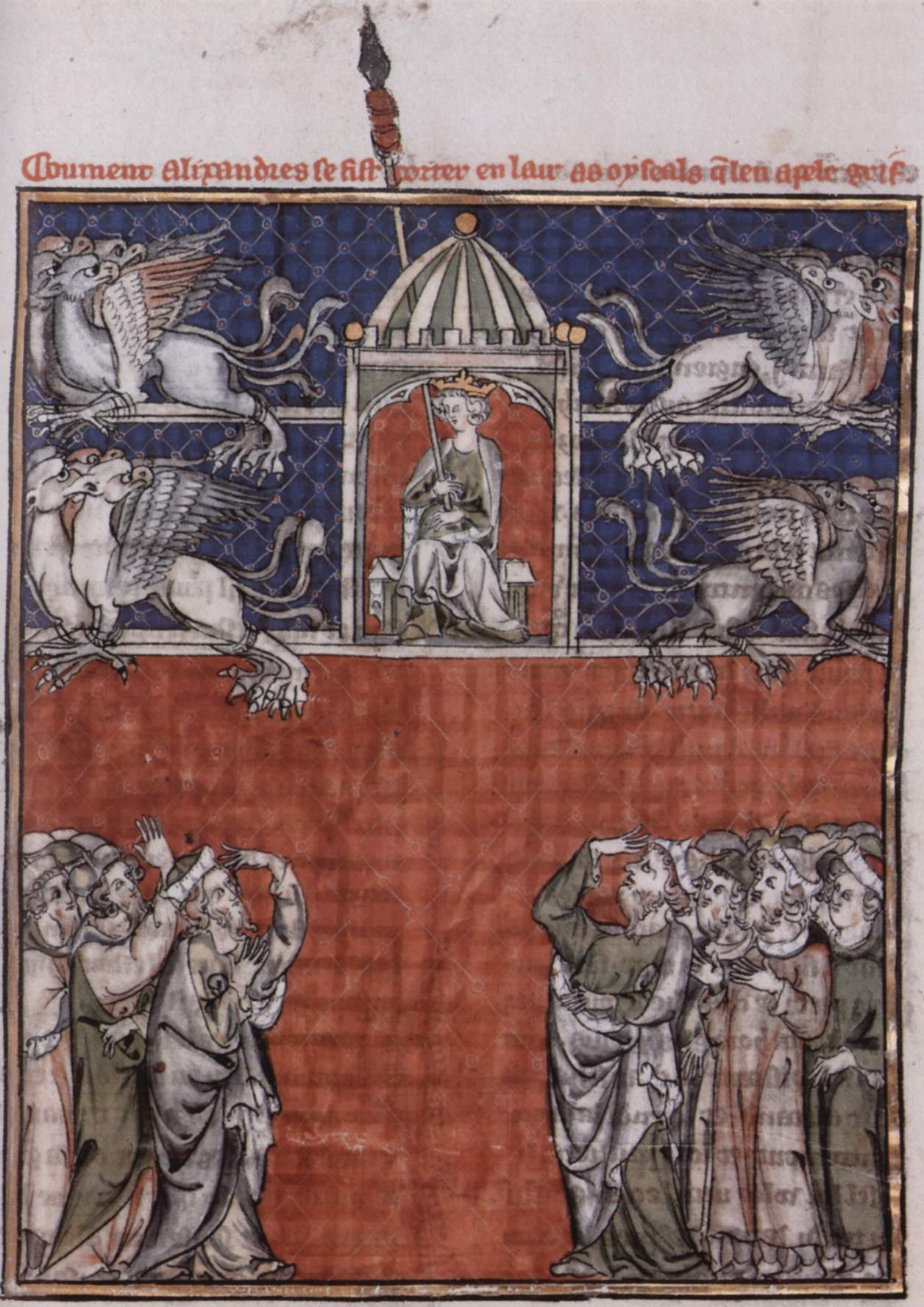
Il volo in una miniatura fiamminga dall'Histoire du bon roi Alexandre, XIII secolo (Kupferstichkabinett, Berlino)

Il tema iconografico si rifaceva a un episodio leggendario della vita del re macedone, non appartenente alla tradizione della storiografia classica di Plutarco, Arriano e Curzio Rufo, ma elaborato dalla tradizione letteraria espressa dallo Pseudo-Callistene.
Alessandro, conquistata tutta la terra conosciuta, padrone di tutti i beni terreni,  ritiene che gli manchi ancora solo l'immortalità. Per ottenerla Alessandro deve ascendere al cielo. Progetta quindi un'ascensione in cielo assiso su uno strano velivolo: un congegno volante (ingenium), costituito da un trono (nella tradizione occidentale, ma in alcune raffigurazioni anche un cesto o un paniere) o da un cocchio o una biga (nella tradizione bizantina). Cattura due grifoni e li lascia per tre giorni senza cibo. Quindi sale sul cocchio/trono speciale che ha preparato per la sua apoteosi e viene portato velocemente in cielo dai due grifoni spinti a librarsi in volo dalla fame, all'inseguimento di esche di carne da lui infilzate su due lance protese verso l'alto. Per questo motivo, Alessandro è sempre raffigurato sul cocchio con le braccia aperte. Arrivato nelle sfere superiori del cielo, l'imperatore macedone è però fermato da un angelo, che gli consiglia di tornare indietro.
In greco, la narrazione letteraria dell'ascensione in cielo di Alessandro Magno si rinviene in due sue tarde versioni manoscritte: una è tramandata da un testimone del XV secolo conservato a Leida (Zacher L), l'altra da un manoscritto parigino (C, 1567). Nella latinità occidentale, invece, il tema letterario è presente nella Historia de preliis Alexandri Magni (X secolo, tratto da un codice greco per noi perduto) di Leone di Napoli, diplomatico al servizio della corte del Duca di Napoli Giovanni III, e di suo figlio Marino II.

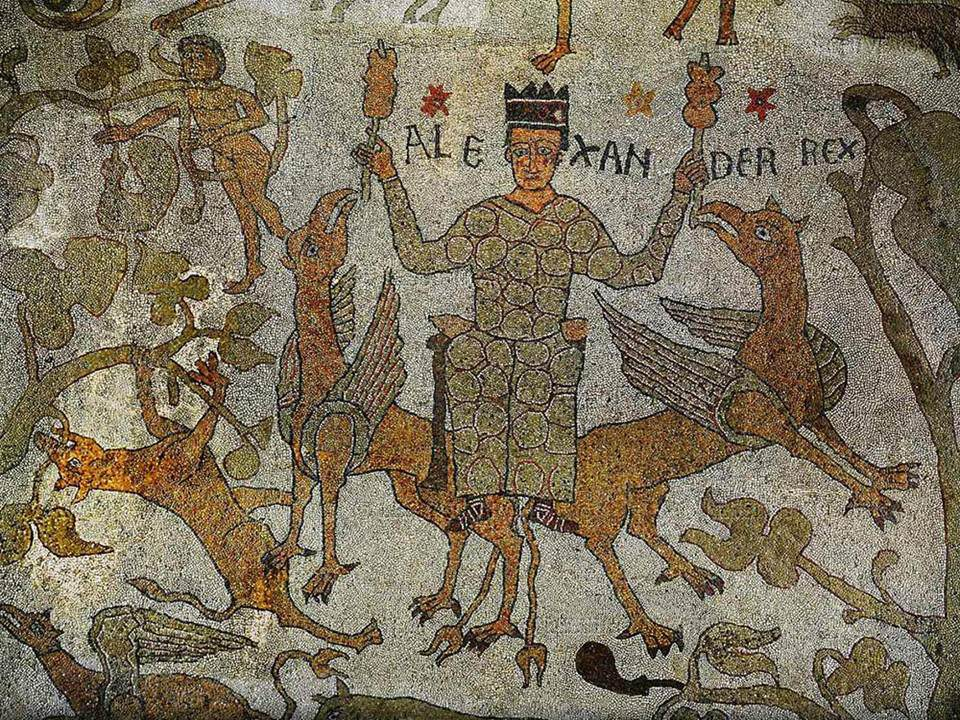
Il volo nel mosaico di Otranto

## Elaborazione iconografica

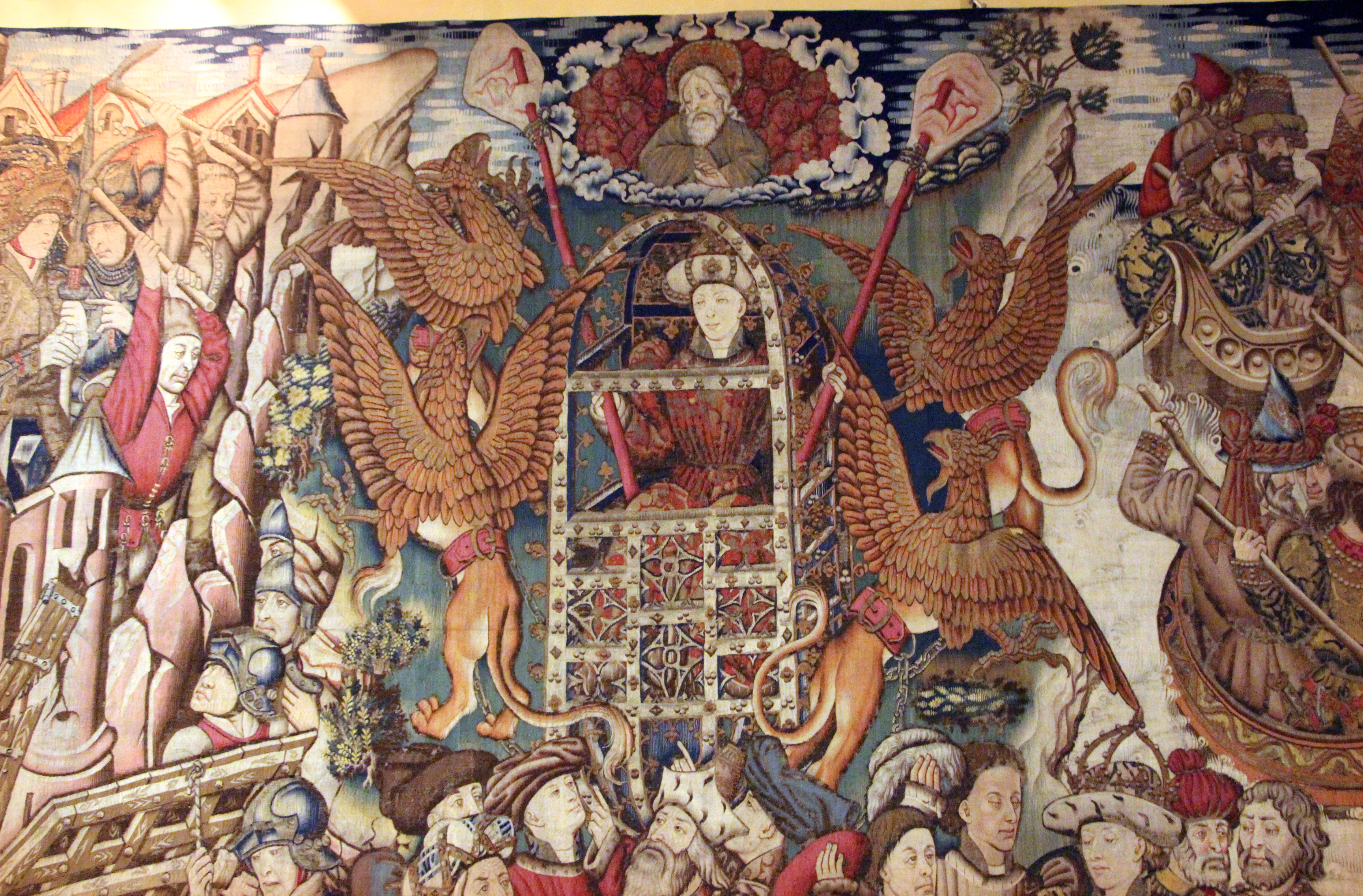
Dettaglio degli Arazzi di Alessandro Magno (XV secolo), a Genova, Villa del Principe

Le prime manifestazioni di questa iconografia risalgono al IX secolo, mentre la fortuna si prolungò per tutto il Medioevo, nell'Europa latina e nell'Oriente bizantino, con numerose realizzazioni nella scultura, nella miniatura, nell'arazzeria, nelle arti suntuarie. Numerosi sono gli esempi in sculture e rilievi romanici, apposti sugli esterni delle chiese dell'epoca. Nei manufatti scultorei, la ricezione del tema si esaurì durante il XIII secolo, ma la sua persistenza continuò attraverso le miniature nei manoscritti medievali. In seguito, il tema fu ripreso perfino nell'arazzeria, come è il caso dei magnifici Arazzi di Alessandro Magno, di manifattura fiamminga della seconda metà del XV secolo, ora nella Villa del Principe a Genova.
La fortuna andò calando nel XVI secolo, quando un diffuso scetticismo mise in dubbio la storicità dei contenuti dell'opera letteraria sul condottiero macedone. Fu sotto l'Umanesimo che andò compiendosi la rimozione dell'episodio dalla tradizione letteraria, in uno dei tipici processi di "pulizia umanistica" che tendevano a sfrondare la ricezione dell'antichità dagli elementi fantastici, leggendari, cavallereschi, che si ritenevano aggiunte posticce della tradizione medievale, rivolgendosi invece alle fonti antiche. Nel caso del volo l'operazione di "pulizia" e ritorno alle fonti antiche ha finito per compiere l'errore inconsapevole di escludere, dalla ricezione della letteratura greca su Alessandro, perché ritenuto apocrifo, un elemento che, seppur tramandato dalla tradizione medievale, si rifaceva, in realtà, a una genuina tradizione antica e perduta.

### Diffusione e funzione allegorica nei diversi contesti
La popolarità del tema lo portò a diffondersi in vari contesti geografici dell'Occidente latino, soprattutto Italia, Francia, e Germania.

#### Cristianità occidentale

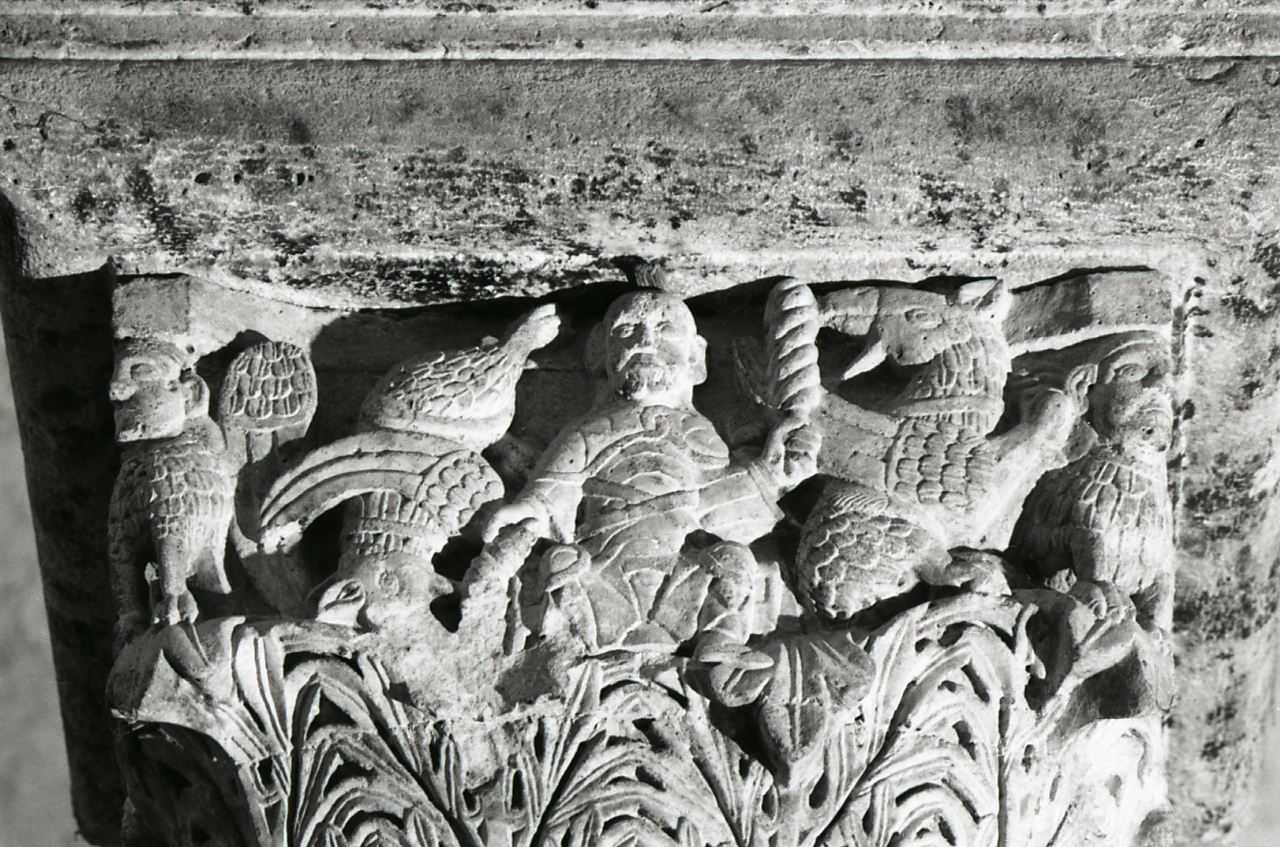
Capitello della Cattedrale di Bitonto (fotografia di Paolo Monti, 1970)

Il tema fu riprodotto soprattutto in opere scultoree a rilievo che furono affisse sugli esterni delle chiese romaniche. Ne esistono anche rappresentazioni musive pavimentali, le cui espressioni sono tutte confinate in area pugliese (Taranto, Otranto, Trani). Tutte queste raffigurazioni sono interpretate dagli studiosi come delle allegorie anche se l'interpretazione allegorica non è univoca: una corrente di pensiero ritiene che l'episodio dell'ascensione profana in cielo si prestasse a valutazioni morali in chiave negativa (diverso, comunque, fu il trattamento che la Chiesa d'Oriente riservò al volo del Kalòs basiléus; vedi infra). Secondo questa interpretazione, l'iconografia è da ritenere un'allegoria esemplare e ammonitoria della superbia e della tracotanza (la hybris della tradizione classica): il gesto temerario del macedone, additato come exemplum superbiae, veniva accostato alla stoltezza dei costruttori della Torre di Babele, al tragico volo di Simone Mago, al peccato originale di Adamo ed Eva, esempi di un ardire della conoscenza umana che si spinge fino a "travalicare i limiti delle possibilità umane". Questa negatività della figura del condottiero macedone si iscriveva nella lunga tradizione dei commentatori cristiani della Bibbia, che arrivarono perfino a prefigurare, in Alessandro Magno, un precursore dell'Anticristo e l'incarnazione di Satana.

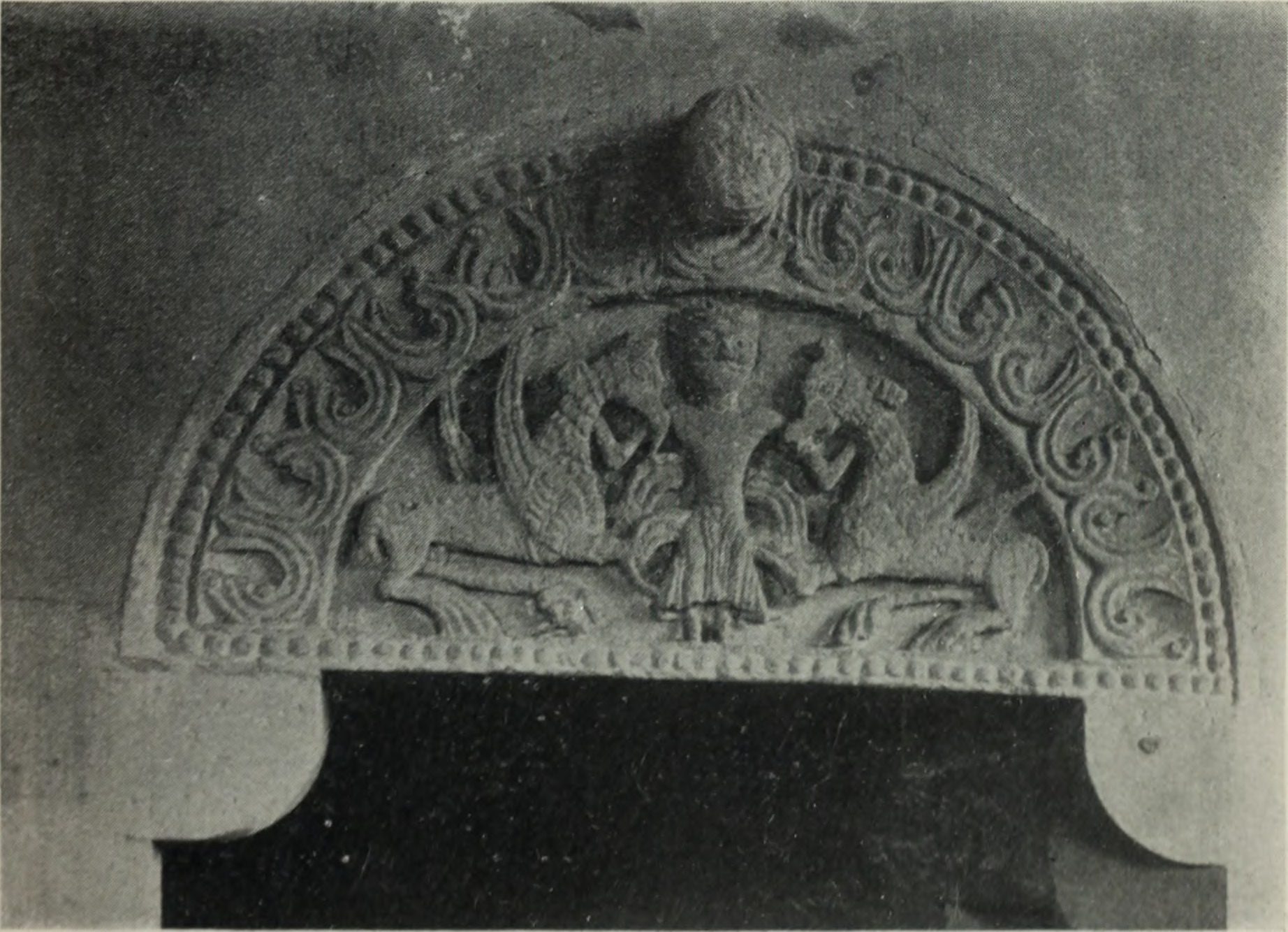
Timpano della St Peter's Church, a Charney Bassett (Oxon)

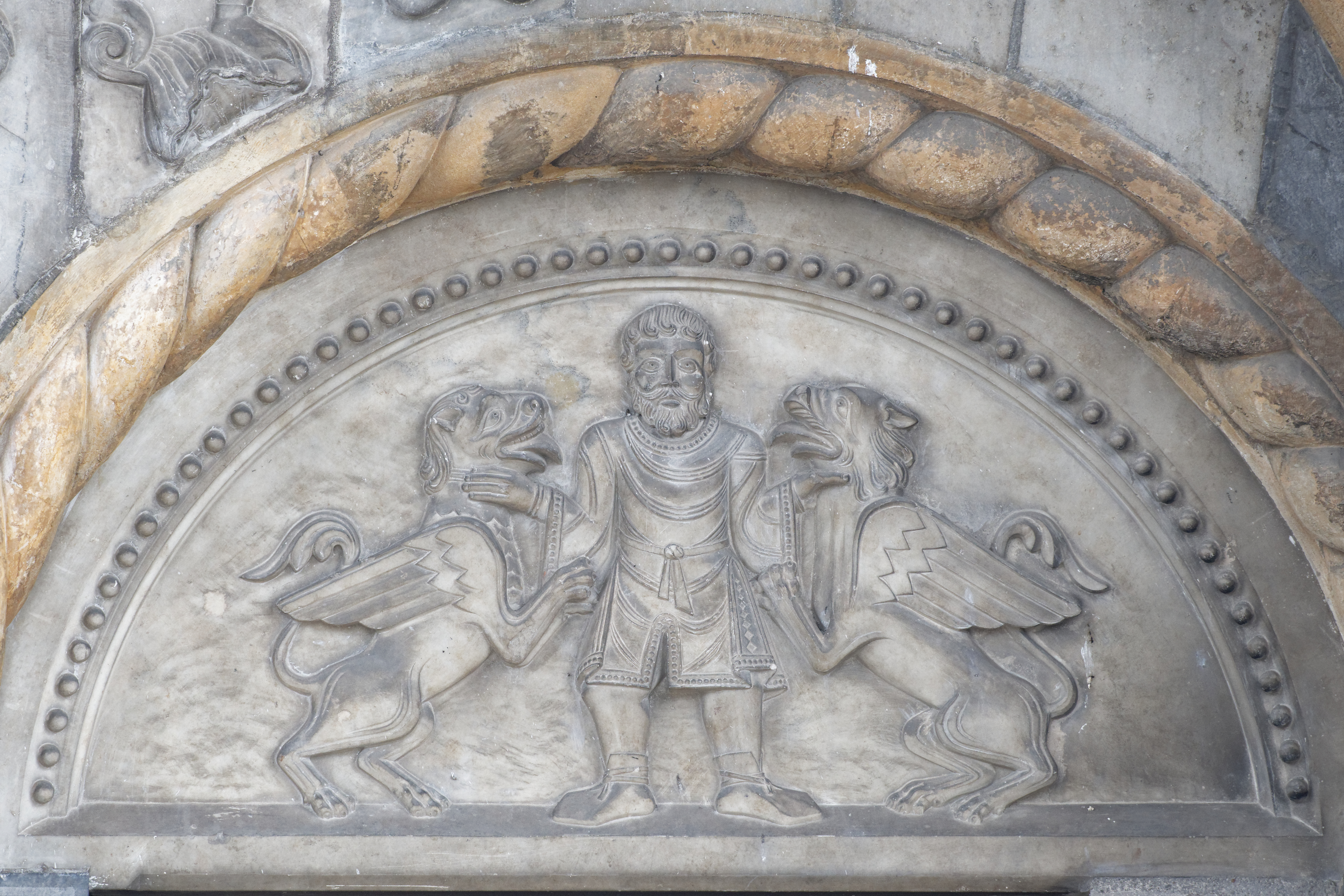
Timpano del portale della Cattedrale di Santa Maria di Oloron

Questa prospettiva negativa nell'interpretazione allegorica non è condivisa da tutti: è rigettata, per esempio, da Victor Schmidt, secondo cui l'iconografia racchiuderebbe, invece, valori del tutto positivi, quale prefigurazione e allegoria soteriologica della Salvezza dell'anima o dell'aspirazione dell'uomo al Paradiso. In una prospettiva secolare, sempre secondo Schmidt, l'iconografia era considerata un'allegoria della forza.

##### Attestazioni iconografiche nell'Occidente latino
Italia
- Fidenza, bassorilievo nella decorazione scultorea della torre del duomo. La tradizione popolare del luogo legò l'interpretazione simbolica della formella all'aneddoto espresso dal celebre detto proverbiale "Ai tempi che Berta filava"[14].
- Bitonto, capitello della navata nella concattedrale. L'apoteosi "è qui illustrata secondo l'iconografia «francese»: non solo infatti gli abiti e la corona sono quelli di un monarca occidentale (non di un basileus, come invece dice Émile Bertaux, ma la sostituzione del trono al carro, come mezzo di ascesa – elemento invece sempre presente, quest'ultimo, nell'iconografia bizantina – è la conferma che la fonte ispiratrice è qui di tipo francese: è infatti su una «kaière d'or» che il Macedone ascende al cielo nei romanzi francesi"[15].
- Matrice, chiesa di Santa Maria della Strada: bassorilievo sulla lunetta del portale laterale[9][16][17].
- Corato, Chiesa di Santa Maria Maggiore (conosciuta come Chiesa Matrice). A sinistra del portale, a ridosso dell'intersezione con il torrione del campanile, a un'altezza insolitamente modesta per questo tipo di raffigurazioni (circa 2,43 m da terra) è visibile una lastra lapidea rettangolare in pietra calcarea (circa 1,88 m di lunghezza per 1,03 m di altezza, circondata da una cornice e sormontata da tre piccoli archi a tutto sesto), sulla cui superficie sono stati individuati i resti scolpiti (ora quasi del tutto abrasi e pressoché illeggibili) di un bassorilievo recante il tema dell'immaginifico volo di Alessandro. Dell'originario rilievo sono visibili solo le esche infilzate sulla punta di due aste (o lance), la cui interpretazione è corroborata solo dalle tracce lasciate dall'abrasione (avvenuta a scalpello)[17].
- Otranto, mosaico pavimentale del monaco Pantaleone nella cattedrale. Anche a Otranto è evidente l'adozione di un'iconografia francese. L'influenza di una fonte letteraria francese è confermata anche dalla contemporanea presenza di una raffigurazione di una leggenda tratta del ciclo bretone, una figura di re Artù "a cavallo di un enorme capro, atterrito alla vista di un felino e successivamente riverso, preda della belva che lo azzanna alla gola"[15].
- Taranto, cattedrale di San Cataldo. Mosaico pavimentale (1163-1165) realizzato da un certo Petroius  e ora quasi interamente perduto, salvo alcuni brandelli[17].
- Trani. Brandelli superstiti nella zona presbiteriale dell'originario pavimento musivo della Cattedrale di Trani[18].
- Genova. Arazzi di Alessandro Magno, della seconda metà del Quattrocento, di manifattura fiamminga, nella Villa del Principe[8] (fino al 2000 alla Galleria Doria Pamphilj di Roma[8]).
- Narni. Rilievo del portale della Chiesa di San Domenico (detta anche di Santa Maria Maggiore), del XII secolo, in cui il tema, privo di alcuna connotazione morale negativa, esprime un puro motivo decorativo iscritto e quasi schiacciato tra i clipei recanti i busti degli apostoli sullo stipite destro del peculiare portale[3], la cui ispirazione è mediata, probabilmente, da qualche indumento o oggetto portabile (come un libro o una stoffa) di fattura bizantina[19].
- Palermo, soffitto ligneo di Palazzo Chiaramonte-Steri[1].
- Roma, Museo delle Civiltà. Frammento di rilievo su lastra in marmo bianco del X-XI secolo (inv. 2168), proveniente dalla Sapienza, in seguito al Museo Kircheriano e poi al Museo nazionale dell'Alto Medioevo Alessandra Vaccaro[20].

Esemplari orientali in Italia
- Basilica di San Marco a Venezia: rilievo parete nord (di fattura bizantina).
- Basilica di San Marco (Tesoro di San Marco): piccolo medaglione in oro e smalto, di una serie di cinque piccole placchette rotonde (diametro circa 4,5 cm), di fattura islamico-bizantina, incastonate nella terza e ultima versione della Pala d'Oro, quella trecentesca[21]. L'iconografia orientale ritrae Alessandro come Kosmokrator[21].

Francia

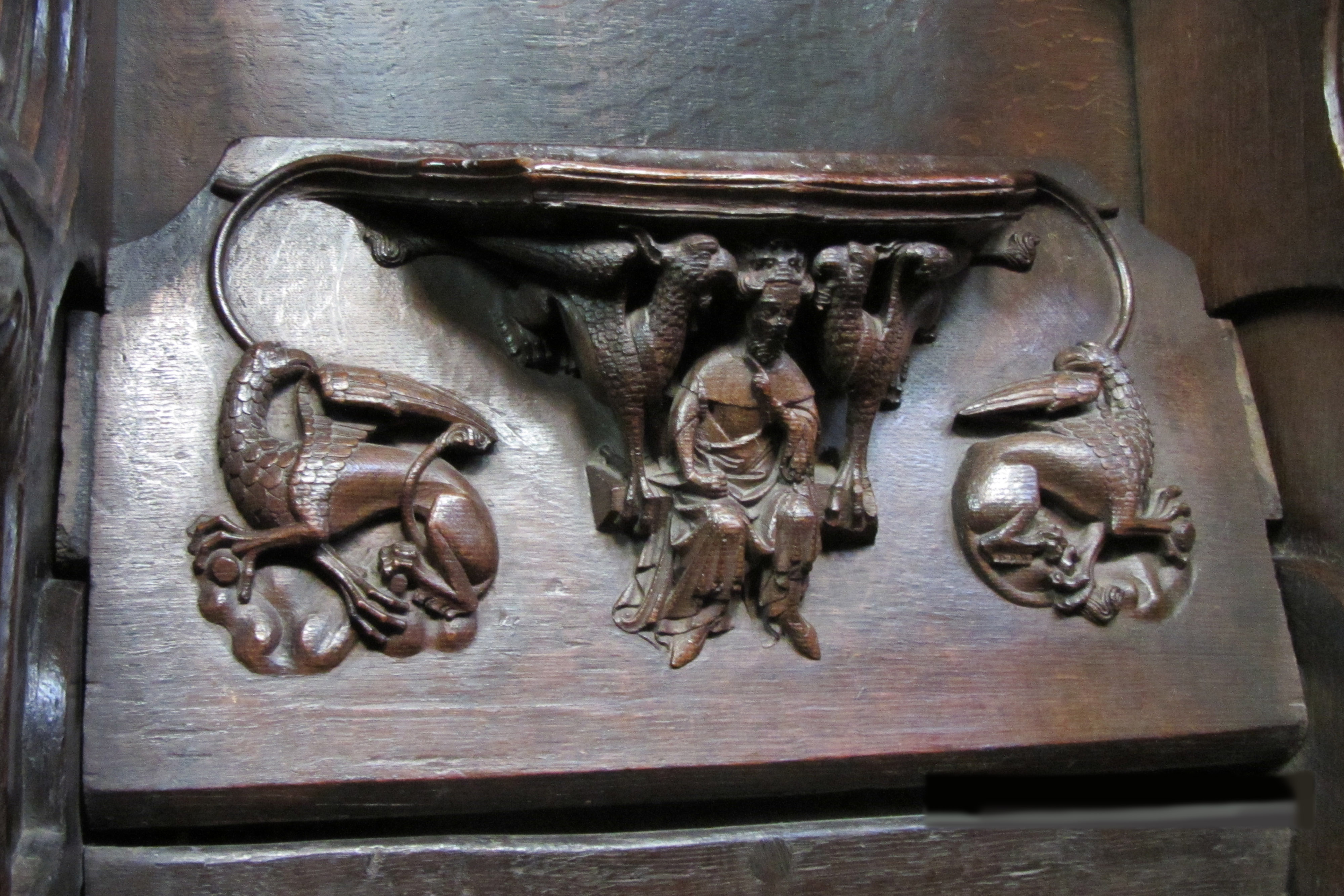
Misericordia di uno scranno del coro nella Cattedrale di Chester

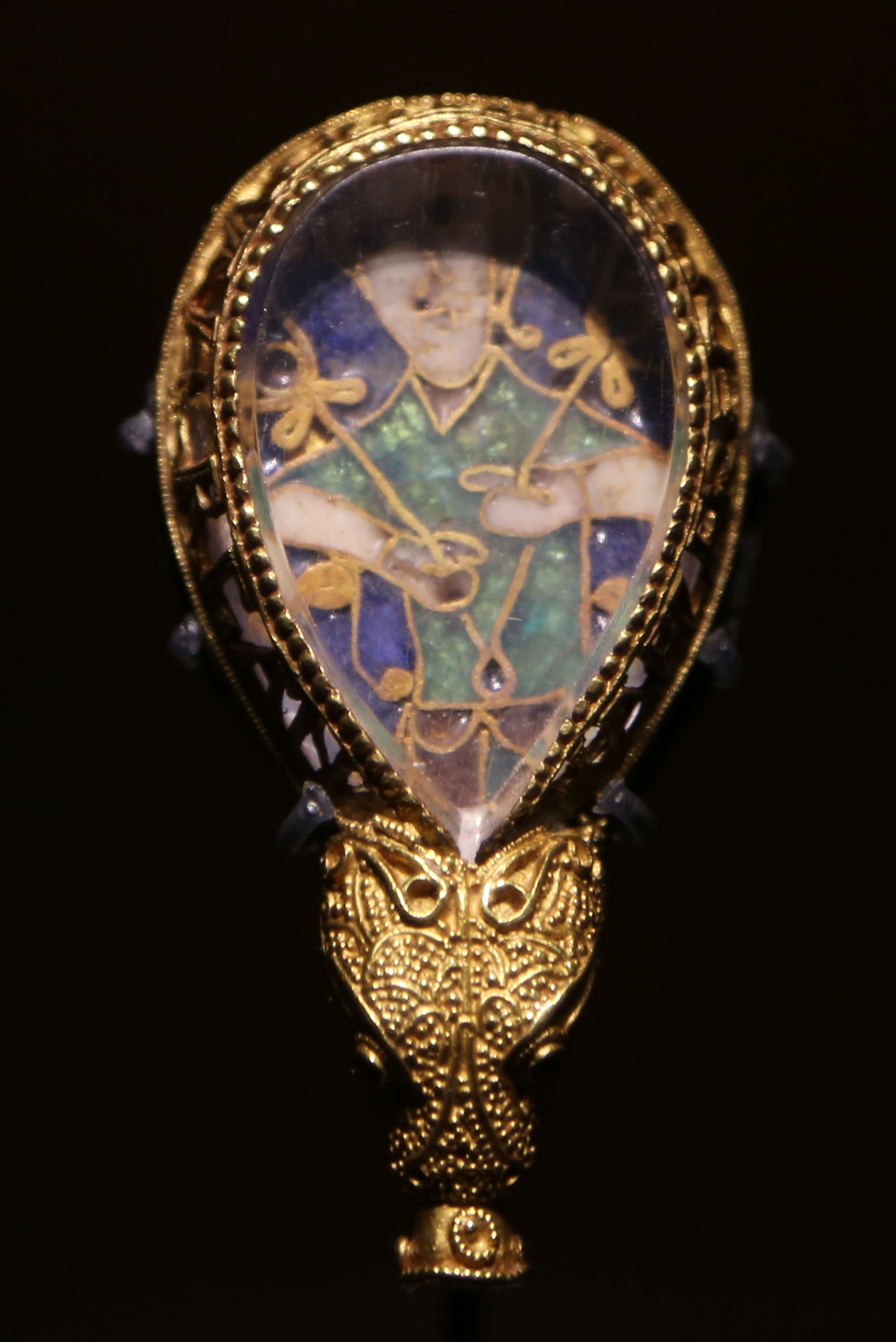
Gioiello anglosassone d'Alfredo il Grande all'Ashmolean Museum (oro e smalto; IX secolo)

- Miniatura di maestro fiammingo dall'Histoire du bon roi Alexandre, codice miniato del XIII secolo, ora conservato al Kupferstichkabinett. Il velivolo (un trono in un baldacchino coperto) è trainato da ben sedici grifoni in gruppi da quattro, attratti da una sola esca alla sommità di una lunga lancia. Su di esso si legge la didascalia: "Coument Alixandres se fist porter en l'air as oyseals q(ue) len apele grif" (si veda l'immagine).
- Timpano del portale della Cattedrale di Santa Maria di Oloron (Patrimonio dell'umanità dell'UNESCO e Monumento storico di Francia), nel dipartimento francese dei Pirenei Atlantici, lungo il Camino Aragonés, il tratto francese inferiore del percorso lungo il cammino di Santiago di Compostela.

Area germanofona
- Portale della chiesa romanica di san Pietro e Paolo a Remagen (Renania-Palatinato). La scena riceve un trattamento grottesco, con Alessandro raffigurato come un piccolo manichino seduto in una conca, con due corte braccia a sostenere i due bastoni con le esche. A sollevare in volo il velivolo sono due strane creature aggiogate da due corde, con corpi sottili di donnole e ali da insetto[22].
- Alexanderflug, xilografia di Hans Leonhard Schäufelein, senza data, forse stampata a Norimberga verso il 1518. I due grifoni fanno levare in volo Alessandro trainando il velivolo con due catene legate alle cinture che cingono a metà i corpi. La stampa è stata riprodotta in un articolo del 1905 sul Burlington Magazine a firma di Campbell Dodgson, un'immagine presa da un esemplare conservato al British Museum[23].

Esemplari orientali in area germanica
- Pannello d'avorio istoriato (altezza: 9,5 cm; larghezza = 16,9 cm[24]) conservato all'Hessisches Landesmuseum Darmstadt (da una serie di quattro placche che costituivano le pareti di un cofanetto bizantino, decorate con scene dal Romanzo di Alessandro[24]). Datazione: X-XI secolo[3], o Costantinopoli della seconda metà del IX secolo[24], o Alessandria d'Egitto nella seconda metà del VI secolo[24]. La scatola d'avorio presenta Alessandro vestito in abiti da imperatore bizantino, seduto su un carro (di cui mancano le ruote) trainato in aria da due grifoni imbrigliati, con una sola esca nella mano destra e quello che sembra una corona d'alloro nella mano sinistra. Ai due lati, vi sono due putti/geni alati che si avvicinano recando in mano altre corone d'alloro[24].
- Tessuto bizantino (X secolo?), al Mainfränkisches Museum di Würzburg, proveniente dal tesoro del duomo di Würzburg. Tela bianca (58x100 cm); ricamo in seta blu, rossa, gialla; sul bordo, conservato solo da un lato, è presente un'iscrizione latina. Alessandro è rappresentato vestito con una sorta di casula mentre si libra in volo tramite due aquile riunite per la coda[25].

Inghilterra
- Cattedrale di Chester: decorazione dello stallo ligneo del coro, del 1380 (nello specifico, la misericordia: si veda l'immagine a corredo della voce).
- Università di Oxford, Ashmolean Museum of Art and Archaeology: il cosiddetto gioiello d'Alfredo, del IX secolo, in smalto cloisonné su oro, prodotto di oreficeria anglosassone dell'area sudorientale delle Isole britanniche. Fu commissionato dal re Alfredo il Grande (871-899), eptarca anglosassone del Regno del Wessex: vi si trova iscritto il nome del sovrano committente e un ritratto di un personaggio (lo stesso Alfredo o san Cutberto di Lindisfarne[26]) in una posa iconografica che riprende, forse[27], quella di Alessandro il Grande mentre impugna i due spiedi durante il mitico volo.
- Timpano nella normanna St Peter's Church (seconda metà del XII secolo), a Charney Bassett, in Inghilterra (nell'Oxfordshire, in passato nel Berkshire)[28][29].

Albania

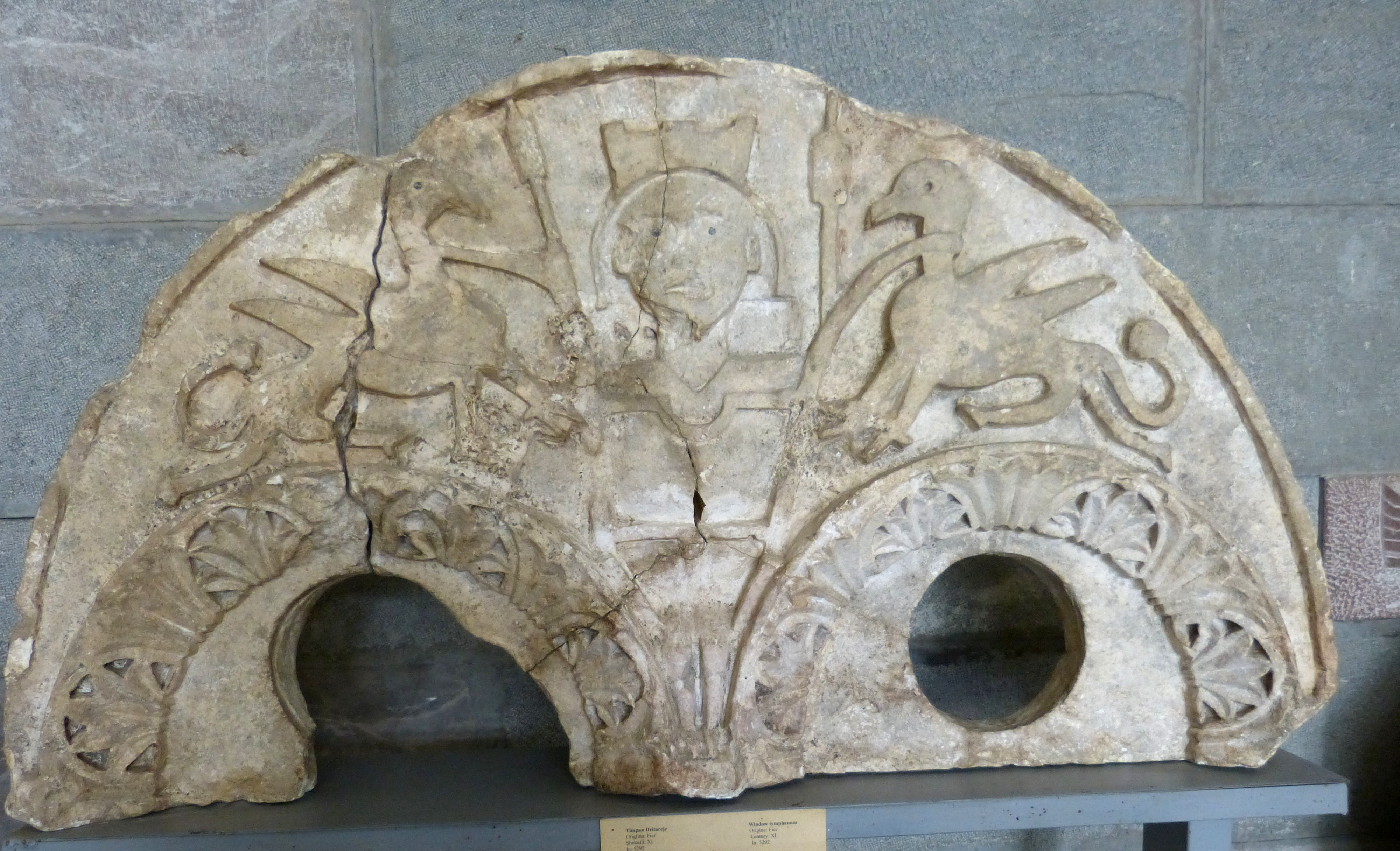
Rilievo al lapidario Museo nazionale di arte medievale di Coriza, in Albania

- Bassorilievo del XII secolo su una bifora proveniente dalla Chiesa di san Nicola a Kurjan, ora conservato al lapidarium del Museo nazionale di arte medievale di Coriza.

Spagna
- Capitello romanico del chiostro della Cattedrale di santa Maria di Tudela.

Svizzera
- Cattedrale di Basilea (seconda metà del XII secolo): capitello del deambulatorio; l'exemplum superbiae di Alessandro è accostato (in maniera analoga a quanto avviene nel mosaico duomo di Trani), agli episodi della caduta in tentazione di Adamo ed Eva e della cacciata dall'Eden[12].

#### Arte dell'oriente cristiano-ortodosso

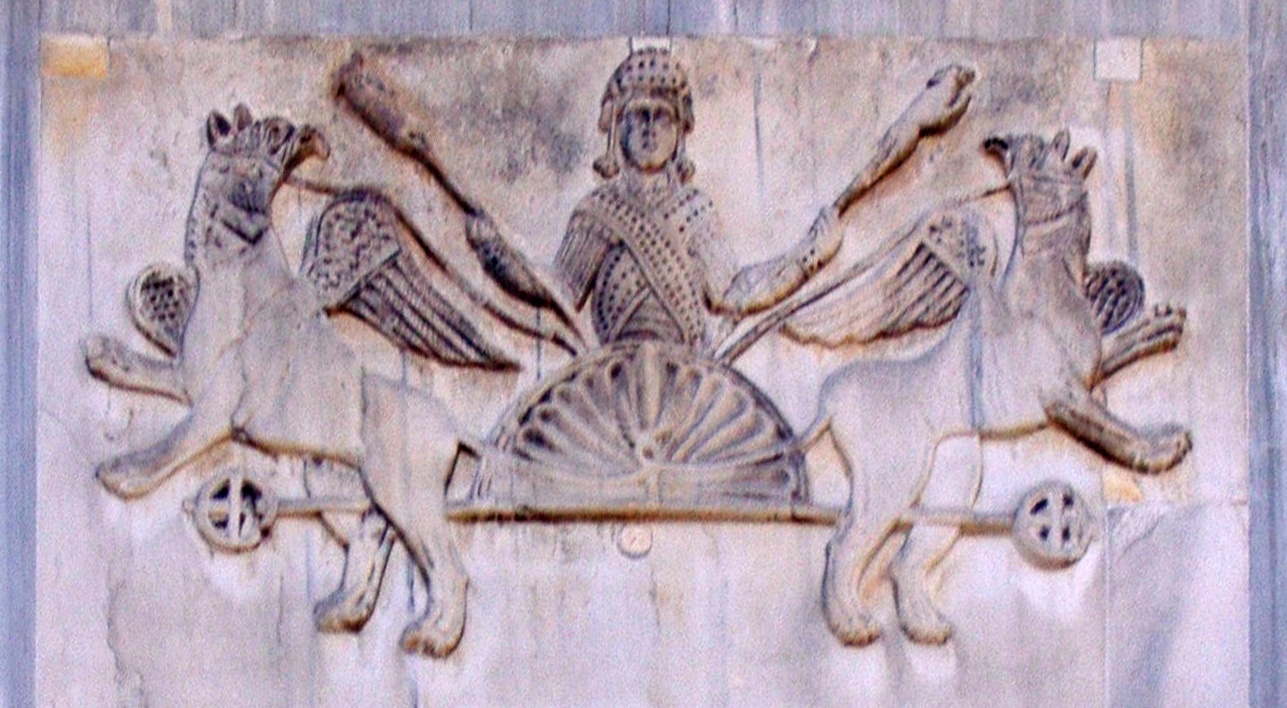
Rilievo bizantino del X-XIII secolo da Costantinopoli. Lato nord della Basilica di San Marco a Venezia.

Significative sono le interpretazioni del tema espresse dalla sensibilità della cristianità orientale, in cui, a differenza che nell'Occidente latino, all'ascensione di Alessandro veniva accordata una valenza positiva.

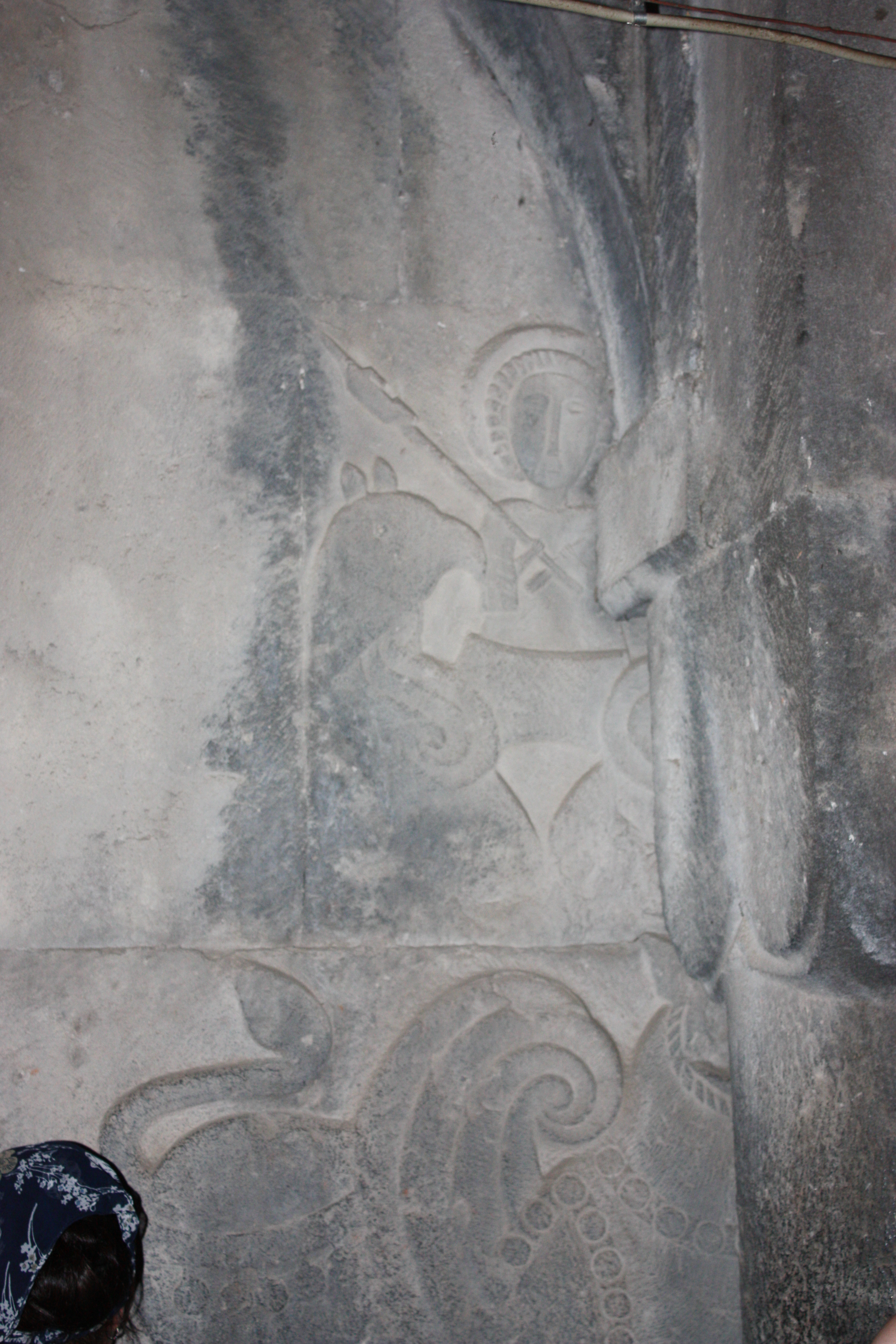
Bassorilievo dal monastero georgiano ortodosso di Khakhuli

Il tema iconografico lo si ritrova, per esempio, in un diadema d'arte bizantina dell'X-XII secolo conservato al Museo di arte occidentale e orientale di Kiev, facente parte del nucleo originario della collezione Khanenko.
Il tema è riportato anche sul verso sigillo in piombo conservato al Museo dell'Hermitage di San Pietroburgo. Da questa bulla plumbea può dedursi che il volo di Alessandro fosse presente anche su quelle medaglie dette costantinata, una sorta di amuleti o talismani profilattici con l'effigie di Costantino il Grande e Sant'Elena imperatrice a fianco della croce di Gesù..
Sempre in funzione profilattica e apotropaica, lo stesso tema è presente su una panaghia (il medaglione portato al collo dai pope ortodossi) conservata al Monastero di Zaraj, in cui le due esche sono costituite da due piccoli quadrupedi.
Il volo di Alessandro è riprodotto poi in un rilievo, probabilmente del XII secolo, conservato in modo frammentario e collocato oggi nell'esonartece della Basilica di Santa Sofia di Istanbul.
Sempre a una provenienza orientale è da ricondurre il bassorilievo sul lato nord della Basilica di San Marco a Venezia, un manufatto importato da Costantinopoli e variamente datato tra il X e il XIII secolo.
L'immagine del volo è raffigurata in un rilievo nella chiesa ortodossa georgiana del Monastero di Khakhuli, nella regione storica del Tao, nella Georgia storica meridionale, ora in Turchia.